# Liriodendron
Los tulíperos (Liriodendron) son un género de plantas de la familia de las magnoliáceas. Consta de dos especies de árboles grandes de hoja caduca, uno nativo de la Costa Este de Norteamérica, el otro de China.

## Descripción
Estos árboles se reconocen fácilmente por sus hojas, que son muy características, poseen cuatro lóbulos en la mayoría de los casos y un corte cruzado con apéndice hecho muescas o derecho; el tamaño varía desde 8-17 cm (3-7 pulgadas) largo y 6-12 cm (2.5-5 pulgadas) de ancho en ambas especies; el peciolo es de 4-10 cm (1.6-4 pulgadas) de largo. Las hojas de los árboles jóvenes tienden a ser más profundamente lobuladas que las de los árboles maduros. En el otoño las hojas viran al amarillo, o amarillo y marrón. 

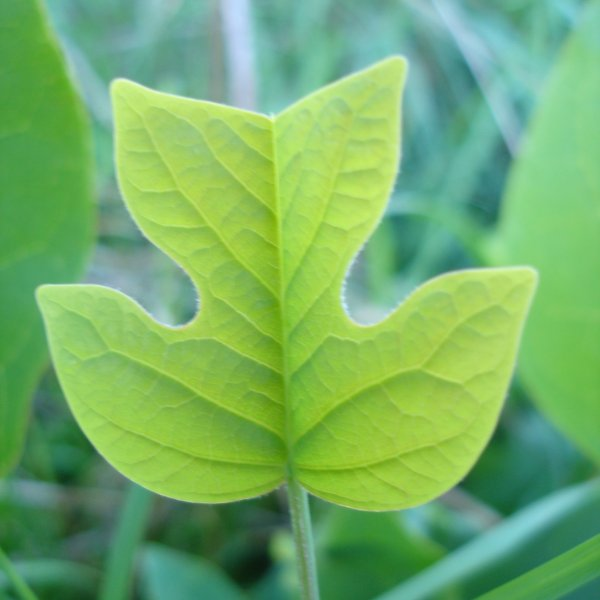
Hoja de árbol joven, Vichy (Auvernia, Francia).

Las flores tienen un diámetro de 4-8 cm (1½-3 pulgadas) con nueve tépalos, tres cortos exteriores parecidos a sépalos, y seis interiores semejantes a pétalos, todos de color amarillo verdoso. Son superficialmente parecidas a la flor del tulipán en la forma, por lo que se le ha dado el nombre al árbol. Los estambres y los pistilos se encuentran distribuidos espiralmente alrededor de la espiga; los estambres sobresalen, y los pistilos originan las sámaras. El fruto es de forma parecida a un cono de agregado de sámaras, cada una de las cuales poseen una rugosa semilla tetraédrica, con un borde unido a la espiga central cónica, y el otro borde unido al ala.

## Especies y cultivares

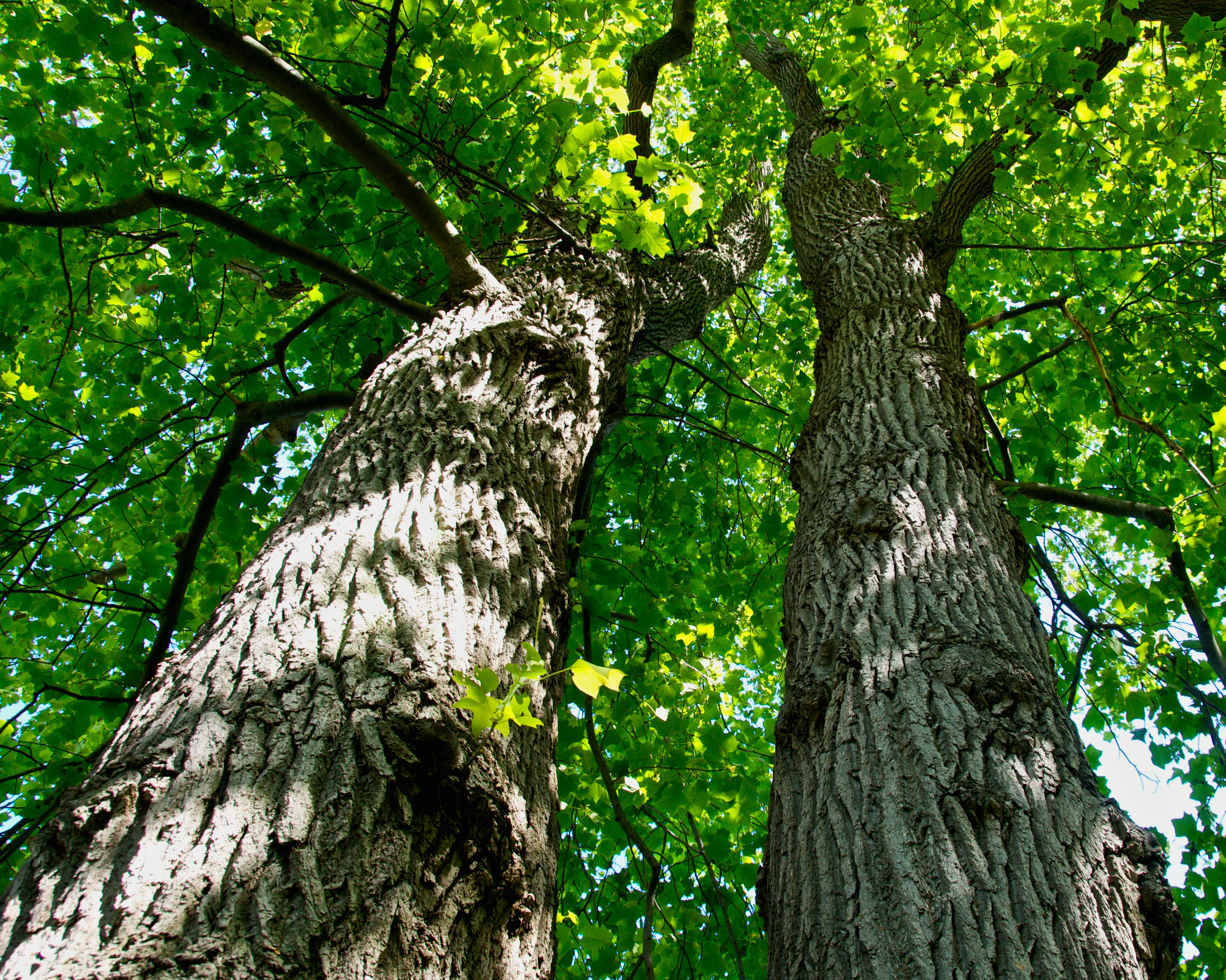
Liriodendron en el cementerio de Hingham, Massachusetts.

Liriodendron tulipifera, Tulipífero de Virginia, Tulípero de Virginia o árbol de las tulipas es la especie más conocida. Procede de la costa este de Norteamérica desde el sur de Ontario y Vermont llegando por el sur hasta el centro de Florida y Luisiana. Se puede desarrollar por encima de los 50 m (165 pies) en los bosques vírgenes de las montañas de los Apalaches.
Normalmente sin miembros, hasta que no alcanzan los 25-30 m (80-100 pies) de altura lo que los hace un árbol muy apreciado para hacer madera. Es un árbol de desarrollo rápido, sin el problema común en este tipo de árboles de maderas débiles en consistencia, y poca durabilidad. Las flores tienen una banda naranja en los tépalos; tienen una gran cantidad de néctar siendo una de las mayores plantas melíferas del este de los Estados Unidos, produciendo una variedad de miel rojiza de un fuerte sabor. El tulípero de Virginia es el "árbol del estado" (según la lista del gobierno Estados Unidos) de Indiana, Kentucky y Tennessee.

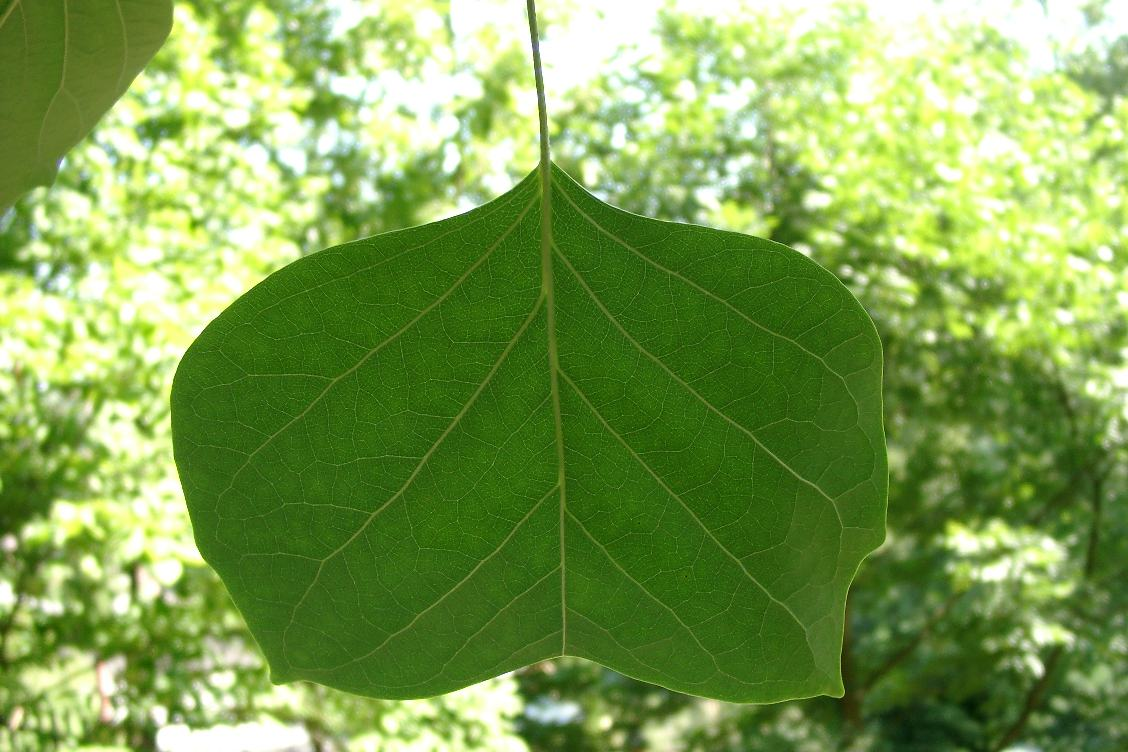
Hoja de árbol maduro.

Se han introducido en numerosas partes templadas del mundo, tan al norte como en Oslo, Noruega. En Canadá, es nativo de la parte del sur Ontario siguiendo una línea de Hamilton a Sarnia, con numerosos especímenes en el Rondeau Provincial Park, pero los mayores cultivos se pueden encontrar en la Columbia Británica. Aquí se encuentran cultivados en el archipiélago de la Reina Carlota, y en el interior tan al norte como es Vernon. La plantación más al este se encuentra en Crestón. Es corriente encontrarlo en las ciudades del suroeste, tal como Burnaby, New Westminster, Port Alberni, Vancouver y Victoria. En el hemisferio sur, se cultiva en partes de Argentina, Australia, Chile, Nueva Zelanda, Sudáfrica, y Uruguay. 
Menos conocido es el Liriodendron chinense, tulípero chino . Éste es nativo del centro y sur de China crece en las provincias de Anhui, Guangxi, Jiangsu, Guizhou, Hubei, Hunan, Jiangxi, Shaanxi, Zhejiang, Sichuan y Yunnan. Es muy parecido a las especies americanas, variando en que las hojas generalmente tienen los lóbulos ligeramente mayores y los tépalos interiores de las flores, son más cortos, faltando además el pigmento naranja del Liriodendron tulipifera. El tamaño máximo que puede alcanzar el tulipero chino no se conoce con certeza, debido a una larga historia de sobreexplotación en sus bosques nativos; en cultivo crece tanto como el americano. No es tan duro como la especie americana; se ha introducido su cultivo con éxito en Inglaterra, Irlanda, Bélgica y Holanda. En Norteamérica, se desarrolla tan al norte como Boston, Massachusetts en la costa este y Vancouver, Canadá en la costa oeste. 

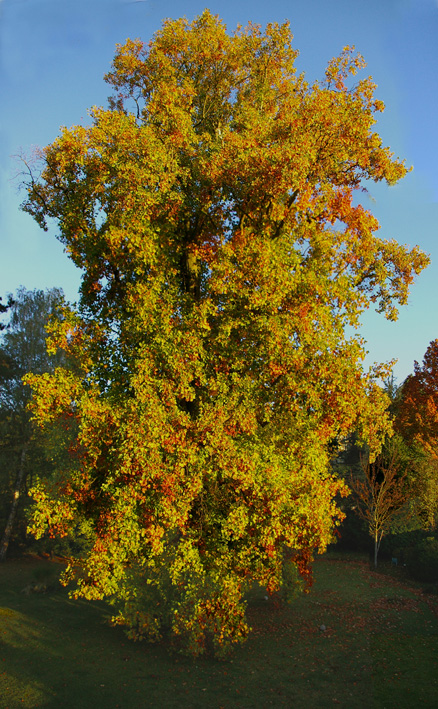
Árbol de Liriodendron tulipifera maduro en otoño.

Los tulíperos hacen árboles de buen porte, creciendo hasta unos 35 m (115 pies) en buen suelo. De modo similar a otros miembros de la familia Magnoliaceae, tienen raíces carnosas que se rompen fácilmente si se manipulan bruscamente. El trasplante se debe de hacer a principios de la primavera, antes de que broten las hojas. La mayoría de los tuliperos no toleran periodos de inundación prolongados; sin embargo una variedad de Estados Unidos, de llanuras litorales, y de pantanos es relativamente tolerante con las inundaciones. Este ecotipo se reconoce por sus lóbulos en forma de bota, que pueden ser rubio-rojizo. Partes del Este-central de Florida cerca de Orlando son el hogar de un ecotipo de hoja semipernne que florece más temprano (a veces en febrero], que otras variedades, que normalmente florecen a mediados o a finales de primavera.
A partir de las dos especies anteriores se crearon los híbridos Liriodendron 'Chapel Hill' y 'Doc Deforce's Delight'.

L. tulipifera  'Ardis' es un cultivar compacto, de hoja pequeña que se encuentra raramente.

L. tulipifera 'Aureomarginatum' es variegada con hojas que tienen un borde amarillo.

L. tulipifera 'Fastigiatum' crece con un hábito erecto o columnar (fastigiato) 

L. tulipifera 'Glen Gold' tiene hojas de color dorado.

L. tulipifera 'Mediopictum' es un cultivar variegado con hojas de centro dorado.

## Usos
Su madera blanda y de grano fino, se la conoce universalmente como "poplar" (abreviación de "yellow poplar" en Estados Unidos., pero con denominación de origen en el extranjero como "American tulipwood" o por otros nombres). Se utiliza ampliamente cuando se necesita una madera barata, fácil de trabajar, y estable, pero no es resistente ni bonita.
Es la madera de elección para usar en órganos, debido a su facilidad de tener un corte y acabado preciso. También se utiliza para los laterales de los armarios. Su madera se puede comparar en textura, resistencia y moldeabilidad al pino blanco.
Del mismo modo que muchos géneros "Arcto-Terciario"s, Liriodendron se extinguió en Europa debido a la larga duración de la glaciación. Es bien conocido en Europa como fósil, además de fuera en su área de distribución natural en Asia y en Norteamérica, lo que muestra su anterior distribución circumpolar.